# Rio Chişcovata
O Rio Chişcovata é um rio da Romênia, afluente do Vorona, localizado no distrito de Botoşani.